# Eva Paus
Eva Paus (ur. 6 stycznia 1984 w Kolonii) – niemiecka wioślarka.

## Osiągnięcia
- Mistrzostwa Świata – Poznań 2009 – czwórka bez sternika – 5. miejsce[1].
- Mistrzostwa Europy – Montemor-o-Velho 2010 – ósemka – 3. miejsce[1].